# Podvraće
Podvraće este un sat din comuna Danilovgrad, Muntenegru. Conform datelor de la recensământul din 2003, localitatea are 26 de locuitori (la recensământul din 1991 erau 25 de locuitori).

## Demografie
În satul Podvraće locuiesc 19 persoane adulte, iar vârsta medie a populației este de 49,8 de ani (51,7 la bărbați și 48,9 la femei). În localitate sunt 10 gospodării, iar numărul mediu de membri în gospodărie este de 2,60.
Populația localității este foarte eterogenă.
|  |

| Demografie | Demografie | Demografie |
| An         | Locuitori  | Locuitori  |
| ---------- | ---------- | ---------- |
|            |            |            |
|            |            |            |
|            |            |            |
|            |            |            |
| 1948       | 70         |            |
| 1953       | 89         |            |
| 1961       | 49         |            |
| 1971       | 59         |            |
| 1981       | 40         |            |
| 1991       | 25         | 25         |
| 2003       | 26         | 26         |

| \| Componența etnică conform recensământului din 2003[2] \| Componența etnică conform recensământului din 2003[2] \| Componența etnică conform recensământului din 2003[2] \| Componența etnică conform recensământului din 2003[2] \| Componența etnică conform recensământului din 2003[2] \| \| ----------------------------------------------------- \| ----------------------------------------------------- \| ----------------------------------------------------- \| ----------------------------------------------------- \| ----------------------------------------------------- \| \| \| \| \| \| \| \| Muntenegreni \| Muntenegreni \| \| 16 \| 61,53% \| \| Sârbi \| Sârbi \| \| 10 \| 38,46% \| \| necunoscută \| necunoscută \| \| 0 \| 0% \| |              |  |    |        |
| Componența etnică conform recensământului din 2003 |              |  |    |        |
| |              |  |    |        |
| Muntenegreni | Muntenegreni |  | 16 | 61,53% |
| Sârbi | Sârbi        |  | 10 | 38,46% |
| necunoscută | necunoscută  |  | 0  | 0%     |